# Podgora
För andra betydelser, se Podgora (olika betydelser).
Podgora är en liten stad i Split-Dalmatiens län i Kroatien. Staden ligger längs Dalmatiens adriatiska kustlinje. Staden hade år 2001 1 500 invånare medan hela kommunen hade omkring 3 000 invånare. Till kommunen hör även orterna Drašnice, Igrane, Gornje Igrane och Živogošće.

## Geografi
Podgora ligger nio kilometer sydost om Makarska utmed motorvägen Jadranska Magistrala och har gräns mot Adriatiska havet. Nära staden reser sig berget Biokovo, som på 1 762 m ö.h. är Kroatiens näst högsta berg.

## Ekonomi
Podgoras ekonomi består idag främst av turism. De första turisterna kom till staden redan före år 1910 varefter det första hotellet öppnades i staden år 1922. Podgora har omkring 6 000 sängplatser på olika hotell, lägenheter och pensionat. Huvudattraktionen är stadens fyra kilometer långa stenstrand utmed Adriatiska havet. 
I staden finns även fiskeindustri samt oliv- och vinodlingar.

## Transport
Podgora ligger nära den adriatiska motorvägen (Jadranska Magistrala), 70 kilometer söder om Split och 140 kilometer norr om Dubrovnik. Den regionala vägen Ž6198 leder till det nationella vägnätet D512 mellan Makarska och Ravča. 
Hamnen i Podgora har sedan år 1994 utvecklats. Som en del i detta finns det idag 360 platser för båtar och jakter. Den närmsta flygplatsen belägen på fastlandet är Splits flygplats och på ön Brač, som ligger strax utanför Podgora dit båtar går från Makarska, finns Bračs flygplats. 

## Personligheter
- Mihovil Pavlinović (född 1831, död 1887), politiker och författare som var medlem i både Dalmatiens och Kroatiens parlament.
- Sveto Letica (född 1926, död 2004), admiral och den första befälhavaren för den kroatiska marinen.

## Galleri

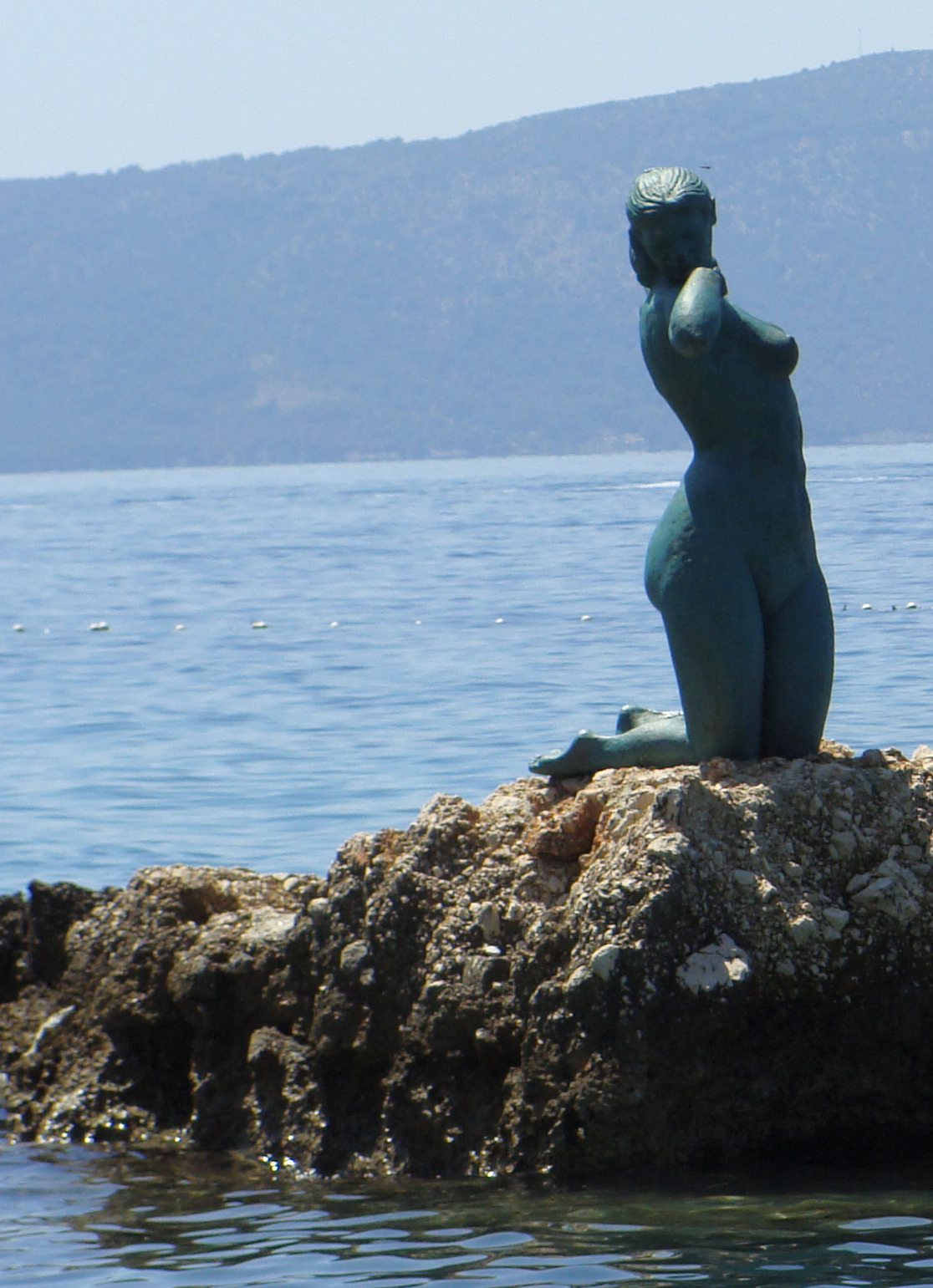
Statyn "Sirena"
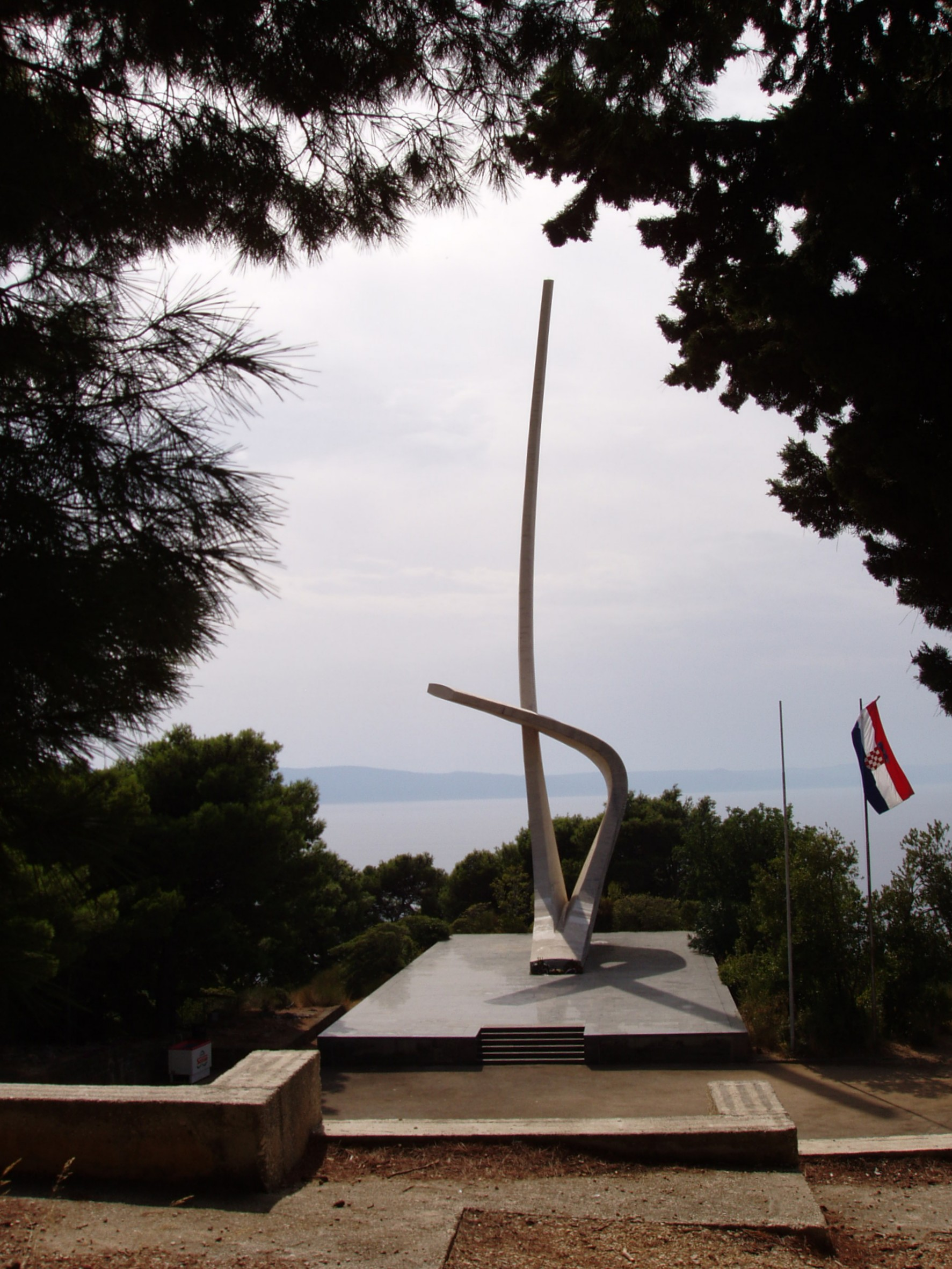
Monumentet "Galebova Krila"
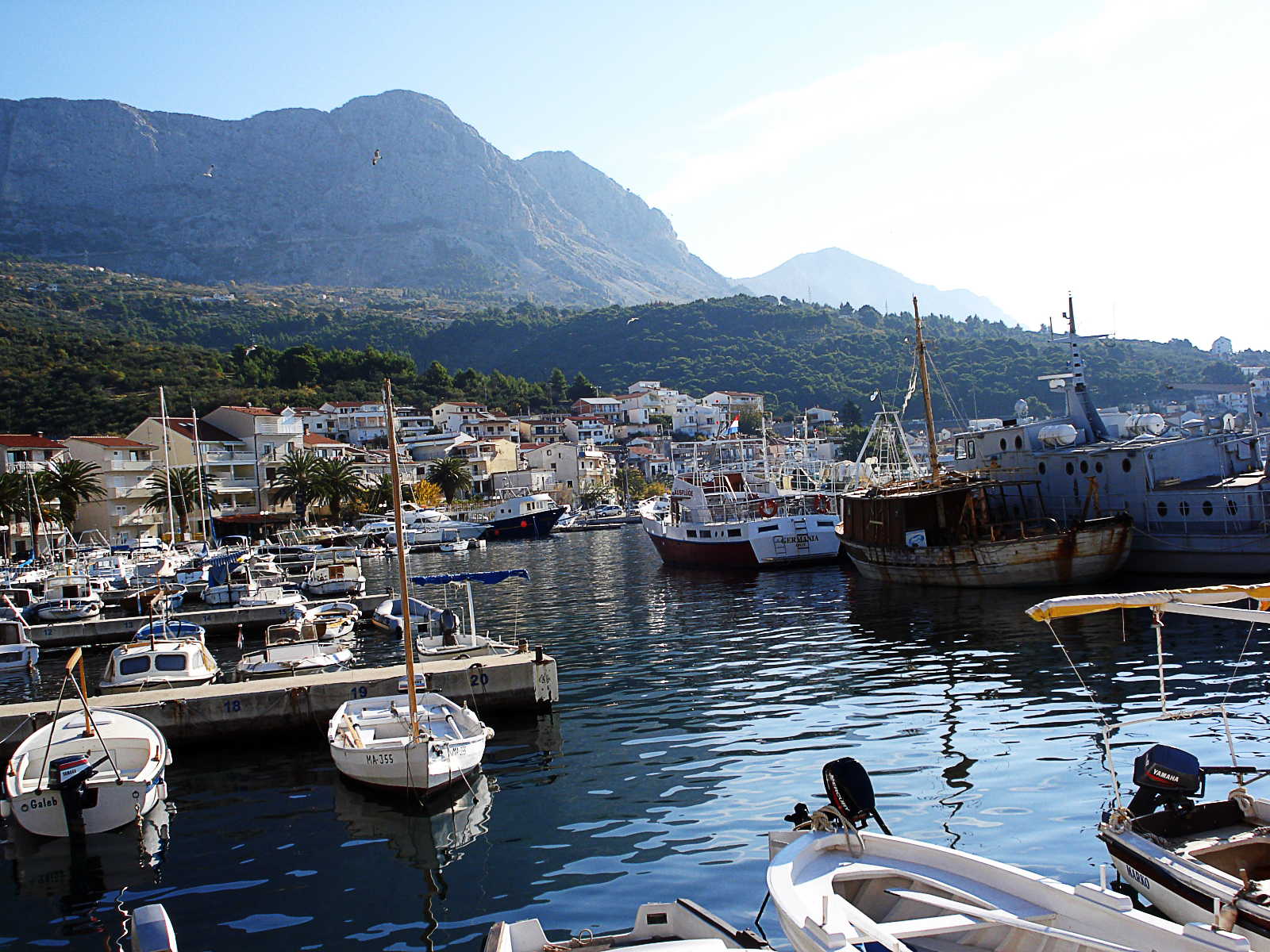
Podgoras hamn
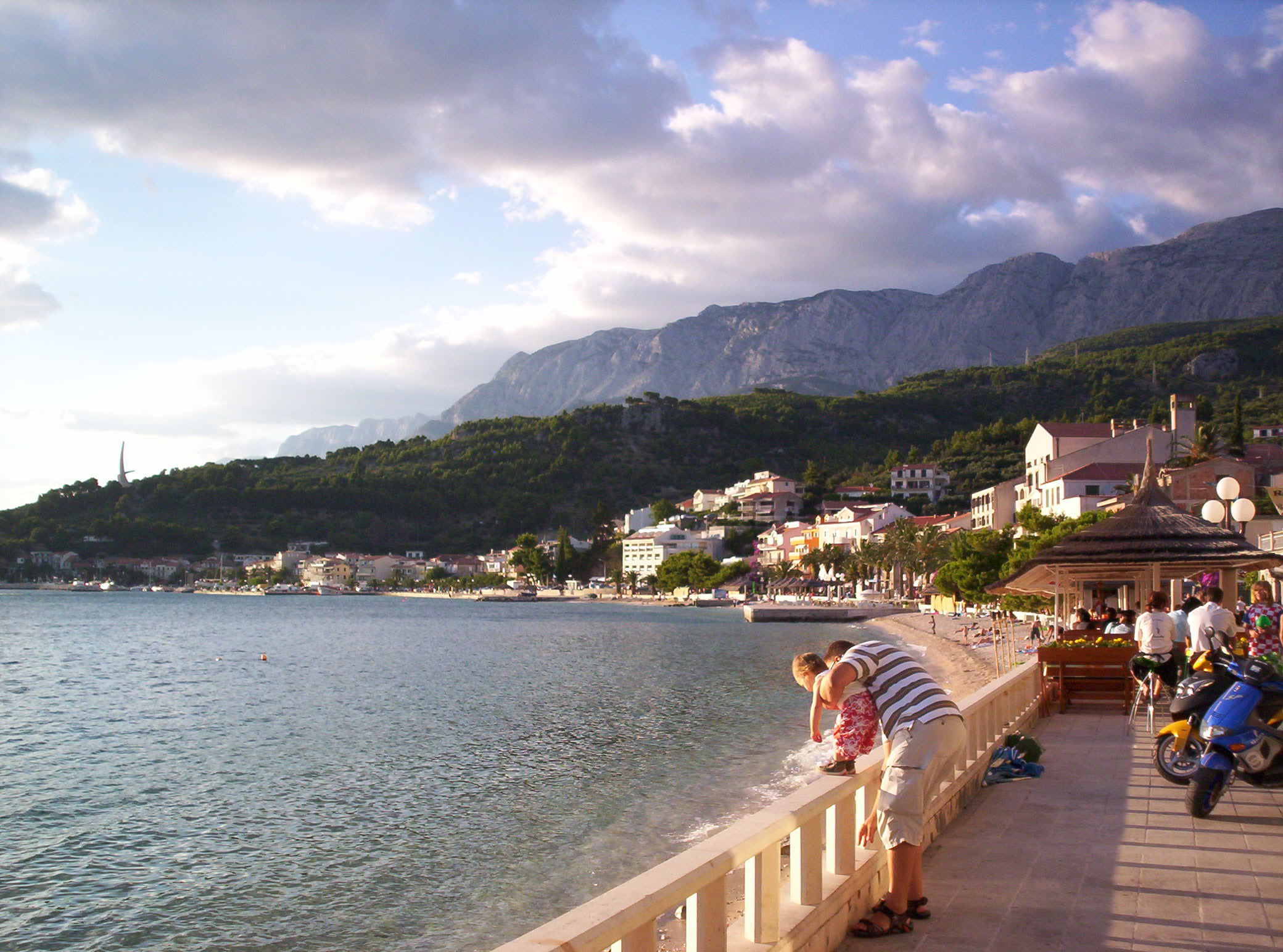
Stranden vid Podgora